# سیدی شحمی
سیدی شحمی (به عربی: سيدي الشحمي) یک شهرداری در الجزایر است که در ناحیه سانیه واقع شده‌است. سیدی شحمی ۵۸٬۸۵۷ نفر جمعیت دارد.